# The Bridge Destroyer
The Bridge Destroyer è un cortometraggio muto del 1914 diretto da Frank Wilson.

## Trama
Una spia deve far saltare un ponte. Ma non porterà a compimento l'opera, scoperta dalla figlia del vicario e da un giovane scout.

## Produzione
Il film fu prodotto dalla Hepworth.

## Distribuzione
Distribuito dalla Hepworth, il film - un cortometraggio in una bobina - uscì nelle sale cinematografiche britanniche nel novembre 1914.
Fu distrutto nel 1924 dallo stesso produttore, Cecil M. Hepworth. Fallito, in gravissime difficoltà finanziarie, Hepworth pensò in questo modo di poter almeno recuperare il nitrato d'argento della pellicola.